# 金毘羅大権現 (倉敷市)
金毘羅大権現（こんぴらだいごんげん）は、金毘羅宮とも称する岡山県倉敷市茶屋町に在する神社である。

## 概要
1785年（宝暦8年）に、当時の庄屋であった平松伴右エ門が、茶屋町地域の安寧と鎮護のために讃岐の象頭山金毘羅大権現（現在の金刀比羅宮）に願い出て、その御霊を分霊勧請する事で成立した神社である。鎮座時より本地の商繁および下津井より金毘羅本宮参りへ向かう旅人の航路安全を願う神社として深い崇敬を集めた。入口の標柱門表示や鳥居の扁額は「金毘羅大権現」であるが、拝殿の扁額や行事掲示板には「金毘羅宮」となっている。
同地は岡山を起点として早島より金毘羅往来が横断する地域であり、茶屋町の金毘羅大権現はその沿道に鎮座された。当時のこの地域は岡山藩の支領であった天城領を所領とする天城池田氏が、本家である岡山城の池田氏の領地との間を往復する際の中継点として、休憩所を置いた場所であった。そのため金毘羅往来の巡礼者もここで休息をとる事があり、そのための茶屋が多く置かれた。これが「茶屋町」の地名の由来ともされる。。そのため、この神社はいわゆる「金毘羅参り」の巡礼者の通過点であった。茶屋町の金毘羅大権現は、その巡礼の中盤における中継地点であり金毘羅本宮へ向けた序中盤における巡礼地のひとつとして機能するものである。
周辺地域および巡礼者の崇敬により、明治期の廃仏毀釈を超えてなお真言宗系の神仏習合の名残を残していて、金毘羅大権現と鋳造された釣鐘がかかる鐘楼堂がある。
なお倉敷市域内には平成の大合併で市域編入となった真備町などに複数の金毘羅神社が在しており、それぞれに「金毘羅宮」「金毘羅大権現」を社名および通称としているが、これらと茶屋町の金毘羅大権現との間には、同様に琴平の金毘羅宮本社より分霊勧請を願って成立した分社であるという以外の特別なつながりはない。

## 境内
いわゆる金毘羅神社であるが、それゆえに造りとしては真言宗系寺院に近いものになっている。境内の北側は地域の小規模な遊び場のための広場として整備されており鉄棒やブランコ等の遊具や、藤棚などの休憩所を見る事ができる。なお広場内には茶屋町地区の治水碑など、街の発展史に関わる碑石がいくつか存在する。
- 標柱門
- 手水場：門外
- 由緒書き等：門外
- 鳥居
- 献納灯籠
- 狛犬
- 拝殿・本殿：叶緒には鈴ではなく鰐口が据えられている。
- 鐘楼堂

### 摂末社
- 稲荷社と庚申天王と大師堂がひとつの建物に連なって鎮座されている。
- 出雲社（祠）：境内の石に小さな鳥居を据え、縁結びの社として鎮座。
- 境内末社（祠）：一畑薬師、淡島大明神、祇園神社、山上大権現、石鎚大権現、和霊大明神、水神宮・・・

## 引用・備考
1. ↑  入口標柱の前に設置された由緒書き看板より
2. ↑  茶屋町史刊行委員会『改訂版 茶屋町史』1989年
3. ↑  下中直也 『日本歴史地名体系三四巻　岡山県の地名』（1981年）平凡社